# Monségur, Lot-et-Garonne
Monségur là một xã thuộc tỉnh Lot-et-Garonne trong vùng Nouvelle-Aquitaine phía tây nam nước Pháp. Xã này nằm ở khu vực có độ cao trung bình 236 mét trên mực nước biển.